# Калашников, Николай Петрович
Николай Петрович Калашников (6 апреля 1916, Вожгалы, Вятская губерния — 21 декабря 1990, Бор) — советский ветеринарный врач, Герой Социалистического Труда.

## Биография
Родился в 1916 году в селе Вожгалы (ныне — в Кумёнском районе Кировской области). Член КПСС.
С 1934 года — на хозяйственной, общественной и политической работе. В 1934—1976 гг. — младший зоотехник в колхозе «Красный Октябрь» Куменского района, ветеринарный врач в совхозе «Токарево» Гжатского района Смоленской области, старший ветврач совхоза «Любомировка» Днепропетровской области, старший ветеринарный врач племенного совхоза «Караваево» Костромской области, старший ветеринарный врач племзавода «Борская ферма» Борского района Горьковской области.
Указом Президиума Верховного Совета СССР от 12 июля 1949 года присвоено звание Героя Социалистического Труда с вручением ордена Ленина и золотой медали «Серп и Молот».
Умер в городе Бор в 1990 году.